# Glypta monticolae
Glypta monticolae är en stekelart som beskrevs av Kuslitzky 1978. Glypta monticolae ingår i släktet Glypta och familjen brokparasitsteklar. Inga underarter finns listade i Catalogue of Life.